# Яків Маковецький
Яків Маковецький (19.05.1909, с. Ріплин, нині Люблінське воєводство — 08.07.1990, Мюнхен) — український громадсько-політичний діяч. 1967—1971 — голова Української національної ради, 1979—1981 — в. о. голови Проводу українських націоналістів. Член ОУН.
Відповідно до українського законодавства може бути зарахований до борців за незалежність України у ХХ сторіччі.

## Життєпис
Упродовж 1924—1932 років навчався у гімназії у Перемишлі, згодом (1933—1938) вивчав медицину в Парижі. 1938 року вступив до Карпатської Січі, став адміністратором її часопису «Наступ». У березні 1939 заарештований угорцями, ув'язнений у місті Тячів.
Після звільнення того ж року вступив до Українського легіону ОУН. У штабі полковника Романа Сушка протягом року був співробітником комісій у справах переселенців у Варшаві та м. Біла Підляська (Польща), займався покращенням побуту переселенців із Західної України. Після розколу ОУН, залишився на стороні Голови ПУН полковника А.Мельника. У 1941—1944 мешкав у Львові (утримував власну аптеку), з відходом німецьких військ — у Кракові та Відні, звідки виїхав до Мюнхена. 1945—1949 — секретар, від 1949 до 1952 — голова допомогового комітету Центрального представництва української еміграції в Німеччині. Працював на порятунком українців з радянського репатріаційного табору і допомагав їм залишитися на Заході. Працював у фармаколічній фірмі.
У 1952—1954 роках перебував на керівних посадах у Європейському представництві Злученого українсько-американського допомогового комітету. Заступник голови (від 1964), в. о. голови (1979—1981) Проводу українських націоналістів. 1967—1971 — голова Української національної ради. Опікувався вдовами Є. Коновальця й А. Мельника — Ольгою Коновалець і Софією Мельник. Ініціював створення Фундації ім. Є. Коновальця, разом із членами якої видав працю «Євген Коновалець та його доба» (Мюнхен, 1974). Також був організатором публікації збірника на пошану А. Мельника «Непогасний вогонь віри» (Париж, 1974).
Помер у Мюнхені 1990 року. Восени 2009 року прах Маковецького та кількох інших діячів національно-визвольних змагань перевезено до Львова, а в січні 2010 року перепоховано на Личаківському цвинтарі (поле № 67).